# Публий Клавдий Пулхер (консул 184 пр.н.е.)
Вижте пояснителната страница за други личности с името Публий Клавдий Пулхер.
Публий Клавдий Пулхер (на латински: Publius Claudius Pulcher) e политик на Римската република през 2 век пр.н.е.

## Биография
Син е на Апий Клавдий Пулхер (консул 212 пр.н.е.). Брат е на Апий Клавдий Пулхер (консул 185 пр.н.е.), Гай Клавдий Пулхер (консул 177 пр.н.е.) и Луций Клавдий Пулхер Немо.
През 189 пр.н.е. той става едил, 188 пр.н.е. претор. През 184 пр.н.е. Пулхер е избран за консул заедно с Луций Порций Лицин. Основава колониите Cosa и Castrum Novum в Етрурия.